# N-S 43
N-S 43 je samostatný pěchotní srub těžkého opevnění, který byl součástí pevnostního systému předválečné Československé republiky. Stojí v těsné blízkosti kóty 834 m na západním úbočí Polomského kopce. Jeho pravým sousedem měl být nevybudovaný srub N-S 42 (vzdálený 457 m), levým je N-S 44 (vzdálený 167 m).
Byl postaven v roce 1938 v režii ŽSV Náchod v rámci stavebního podúseku 7./V. Sedloňov. Ve směru od jihovýchodu je to první vybudovaný objekt náchodského úseku těžkého opevnění (další objekty N-S 1 až N-S 42 stojící na méně ohrožené části linie na hřebenech Orlických hor měly být zadány k výstavbě až v roce 1939). N-S 43 je samostatný, oboustranný, levokřídlý, dvoupodlažní pěchotní srub, postaven v I. stupni odolnosti.
V době mobilizace v září 1938 byl těsně po dokončení betonáže a bez provedených zemních úprav, nebyly osazeny zvon a kopule. Za války byl poškozen jeho interiér; ve velké místnosti v pravé straně objektu byla odstřelena podlaha horního patra. Vnitřní exploze způsobila i mírné poškození a popraskání obvodových stěn a stropu. Levá strana objektu je v dobrém stavu.
Velkou raritou a zajímavostí tohoto objektu je kulometná střílna z LO vz.37, která zde byla použita jako krycí střílna vlevo od vchodu místo obvyklé střílny N. Rozdíl v síle stěny byl eliminován betonovými zuby.

## Výzbroj
hlavní zbraně na levé straně
- zbraň M (dva spřažené těžké kulomety vz.37 ráže 7,92 mm)
- zbraň G (minomet vz. 38)

hlavní zbraně na pravé straně
- zbraň M v pancéřové kopuli

další výzbroj
- 3 zbraně N – lehké kulomety vz. 26 k ochraně střílen hlavních zbraní a prostoru před vchodem
- 1 zbraň N v pancéřovém zvonu určená k ochraně okolí objektu
- 2 granátové skluzy